# Josefin Kipper
Josefin Ilse Berta Kipper (née le 27 décembre 1928 à Vienne, morte le 23 août 1981) est une actrice autrichienne.

## Biographie
Après le gymnasium et une école de théâtre, Josefin Kipper reçoit à partir de 1950 des rôles au cinéma. À partir de 1952, elle a des rôles principaux. Dans les films Rosen-Resli et Der schweigende Engel, elle incarne la meilleure amie adulte de l'enfant star Christine Kaufmann. Elle habitait à Munich.
Elle est l'épouse de l'acteur et metteur en scène autrichien Herbert Waniek.

## Filmographie
- 1950 : Insel ohne Moral
- 1951 : Falschmünzer am Werk
- 1951 : Die Dame in Schwarz
- 1952 : La Blanche Aventure
- 1952 : Amours, délices et jazz
- 1952 : Der Obersteiger
- 1953 : So ein Affentheater
- 1954 : Rosen-Resli
- 1954 : Le Diable noir
- 1954 : Der schweigende Engel
- 1955 : Sohn ohne Heimat
- 1955 : Paixão nas Selvas
- 1956 : Staatsbegräbnis (TV)
- 1956 : Todos somos necesarios
- 1956 : Wo die alten Wälder rauschen

## Crédit d'auteurs
- (de) Cet article est partiellement ou en totalité issu de l’article de Wikipédia en allemand intitulé « Josefin Kipper » (voir la liste des auteurs).